# Abbaye de la Merci-Dieu
La Merci-Dieu est une ancienne abbaye cistercienne du Moyen Âge bâtie à La Roche-Posay dans  la Vienne. Il ne reste aujourd'hui que quelques vestiges non visitables.

## L'histoire
La création de cette abbaye date de l'année 1151, quand un groupe de douze moines cisterciens vint de l'abbaye de Chaalis défricher cette région alors très boisée, encouragés par un don d'Eschivard Ier, baron de Preuilly en 1151 (actuellement dénommé Preuilly-sur-Claise). Ce défrichement n'avait qu'un but de subsistance et absolument pas un aspect systématique : les granges sont peu nombreuses, peu disséminées (dans un rayon de dix à quinze kilomètres) ; mais les terres offertes par de nombreux donateurs jusqu'à la fin du XIIIe siècle s'étendaient au nord jusqu'à l'Île-Bouchard.
L'un de ses abbés commendataires au XVIIe siècle, le chanoine Jean Bourgeois, docteur de Sorbonne, vint résider sur place, y vécut en parfaite entente avec la communauté acquise à la réforme de l’Étroite Observance, et y mourut en 1687. C'est l'une des grandes figures du jansénisme.
La Merci-Dieu est l'abbaye cistercienne poitevine au sujet de laquelle le dépôt d'archives départementales conserve le plus grand nombre de documents : 16 liasses rien que pour le fonds qui lui est propre, en plus des documents classés dans d'autres séries.
Elle fut rachetée aux alentours de la Révolution française, quelque temps après qu'une grande partie des bâtiments furent détruits pour récupérer les pierres, et que les derniers moines disparurent… Elle fut ensuite transformée en pavillon de chasse, puis en exploitation agricole.

## Architecture et description
L'église abbatiale, dont on a retrouvé le plan en août 1952, a complètement disparu.
Ce que l'on peut encore admirer depuis la route, sans toutefois pouvoir entrer (il s'agit d'une propriété privée), sont le porche d'entrée, le moulin de l'abbaye, et une partie de la salle de réception des hôtes : l’hôtellerie. Deux églises des alentours ont hérité de pièces du mobilier : dans l'église Saint-Léger de Vicq-sur-Gartempe se voient, datés du XVIIe siècle, un retable en bois doré et une statue de saint Roch ; et dans l'église Notre-Dame de la Roche-Posay ont été installés, dans les chapelles latérales, deux autels avec leur retables en pierre sculptée en haut-relief représentant, l'un, la Nativité du Christ, l'autre, le Martyre de saint Laurent.

## Filiation et dépendances
La merci-Dieu est fille de l'abbaye de Chaalis. les granges sont regroupées dans un rayon de dix à quinze kilomètres) ; mais les terres offertes par de nombreux donateurs jusqu'à la fin du XIIIe siècle s'étendaient au nord jusqu'à l'Île-Bouchard.